# La Chapelle-Saint-Quillain
La Chapelle-Saint-Quillain é uma comuna francesa na região administrativa de Borgonha-Franco-Condado, no departamento de Alto Sona. Estende-se por uma área de 10,42 km². Em 2010 a comuna tinha 161 habitantes (densidade: 15,5 hab./km²).